# 齋木昭隆

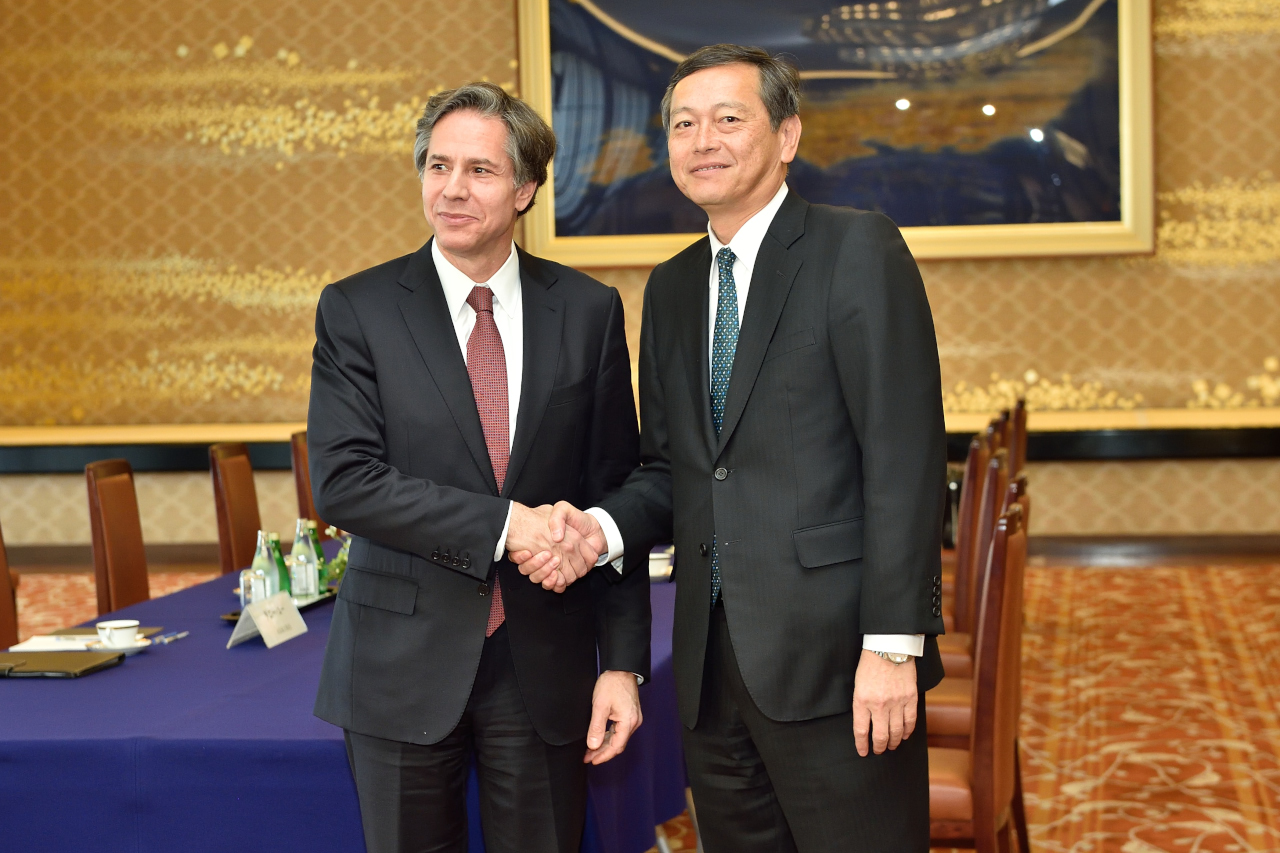
トニー・ブリンケン米国務副長官（左）と握手する斎木昭隆（2016年4月18日撮影）

齋木 昭隆（斎木昭隆、さいき あきたか、1952年10月10日 - ）は、日本の外交官。外務省アジア大洋州局長、インド駐箚特命全権大使（兼ブータン駐箚）、外務審議官（政務担当）を経て外務事務次官を務めた。退官後中東調査会理事長、三菱商事取締役、伊藤園顧問、プリンスホテル顧問。
父は元駐アルゼンチン大使の齋木千九郎（さいき せんくろう、1920年7月15日 - 1999年9月13日）、妻は外務省研修所長の斎木尚子である。

## 人物
駒場東邦高校、東京大学教養学部卒業後、1976年に外務省入省。2006年に駐米公使、2008年にアジア大洋州局長、2011年からインド駐箚特命全権大使（兼ブータン駐箚）を務めた。2012年9月には外務審議官（政務担当）へ就任。2013年6月、河相周夫の後任として外務事務次官に就任した。
北朝鮮による日本人拉致問題、核兵器開発問題交渉に携わってきた。

## 発言
ウィキリークスは2011年5月、齋木がアジア大洋州局長時代の2009年9月にアメリカ合衆国国務次官補のカート・キャンベルと行った会談にて、次のような発言を行ったとする在日アメリカ大使館発の公電の内容を公開した。
- 公電は、当時の民主党政権（鳩山由紀夫内閣）が「対等な日米関係」を唱えていたことについて、齋木が「すでに対等なのに、鳩山総理や岡田外務大臣が何を考えているのかわからない」と述べたとしている[2]。また、「与党経験のない民主党は官僚をコントロール下に置き、アメリカに挑戦する新しい大胆な外交政策を打ち出すイメージの必要性を感じたのだ」としたうえで、「そのような考え方は馬鹿げたもので、学ぶことになるだろう」とも発言したとしている[2]。
- 公電は、齋木が北朝鮮による日本人拉致問題に関連して、「北朝鮮は、安否不明の拉致被害者の何人かを殺害していると思う」「拉致被害者の何人かは生きていると思う」との発言をしたとしている[3]。齋木は発言内容を否定し、「全ての拉致被害者は生存していると強く信じており、その前提に立ってこれまでも北朝鮮側と交渉を重ねてきた」と述べている[3]。

## 経歴
- 1975年（昭和50年）11月 外務公務員採用上級試験合格
- 1976年（昭和51年）3月 東京大学教養学部卒業
- 1976年（昭和51年）4月 外務省入省
- 1977年（昭和52年） 英語研修（フレッチャー法律外交大学院修士課程修了）
- 1979年（昭和54年） 在アメリカ合衆国日本国大使館二等書記官
- 1981年（昭和56年）6月 北米局北米第一課
- 1983年（昭和58年）6月 北米局北米第一課首席事務官
- 1983年（昭和58年）11月 経済局国際経済第一課首席事務官
- 1986年（昭和61年）7月 アジア局南東アジア第二課首席事務官
- 1988年（昭和63年）9月 ジュネーブ国際機関日本政府代表部一等書記官
- 1993年（平成5年）8月 欧亜局西欧第二課長
- 1995年（平成7年）1月 経済局国際機関第二課長
- 1997年（平成9年）2月 経済局国際経済第二課長
- 1997年（平成9年）9月 小渕恵三外務大臣秘書官
- 1998年（平成10年）7月 内閣副広報官
- 2000年（平成12年）8月 経済局外務参事官
- 2000年（平成12年）9月 外務省大臣官房人事課長
- 2002年（平成14年）9月 アジア大洋州局次長
- 2006年（平成18年）1月 在アメリカ合衆国日本国大使館公使
- 2008年（平成20年）1月 アジア大洋州局長
- 2011年（平成23年）インド駐箚特命全権大使（兼ブータン駐箚）
- 2012年（平成24年）9月 外務審議官（政務担当）
- 2013年（平成25年）6月 外務事務次官、文部科学省日本ユネスコ国内委員会委員、同運営小委員会委員
- 2016年（平成28年）6月 退官
- 2016年（平成28年）8月 株式会社伊藤園顧問[4]
- 2016年（平成28年）9月 三菱商事株式会社顧問、株式会社プリンスホテル顧問[4][5]
- 2017年（平成29年）6月 公益財団法人中東調査会理事長[6]、三菱商事株式会社取締役[7]

## 同期
- 鶴岡公二（13年内閣官房審議官兼TPP政府対策本部首席交渉官・12年外務審議官（経済）・10年外務省総合外交政策局長）
- 兒玉和夫（13年OECD大使・外務省研修所長・10年国連大使（次席）・08年外務報道官）
- 木寺昌人（12年駐中国大使・内閣官房副長官補）
- 國方俊男（13年北極担当大使・11年駐チェコ大使）
- 小菅淳一（11年駐ヨルダン大使・06年駐アフガニスタン大使）
- 高田稔久（13年沖縄担当大使・駐ケニア兼ソマリア兼エリトリア兼セーシェル兼ブルンジ大使・10年駐ケニア大使）
- 福川正浩（11年駐ペルー大使）
- 田尻和宏（13年駐パラオ大使）
- 篠田研次（12年駐フィンランド大使）
- 高橋邦夫（11年駐ネパール大使・09年駐スリランカ兼モルディブ大使）
- 久枝譲治（11年駐オマーン大使）
- 加茂佳彦（12年駐アラブ首長国連邦大使）
- 西宮伸一（12年中国大使・10年外務審議官（経済））
- 大塚聖一（12年駐レバノン大使）
- 高瀬康夫（12年駐ジャマイカ兼ベリーズ兼バハマ大使・09年駐トンガ大使）
- 渡部和男（12年駐コロンビア大使・11年科学技術協力担当大使・08年駐パラグアイ大使）
- 小泉崇（12年駐ブルガリア大使）
- 東博史（13年駐ポルトガル大使・10年駐モーリタニア大使）
- 長内敬（09年駐ラトビア大使）
- 今井治（13年国際テロ対策・組織犯罪対策協力担当兼サイバー政策担当兼安保理非常任理事国選挙及び安保理改革（中南米諸国）担当大使・12年国際テロ対策・組織犯罪対策協力兼サイバー政策担当大使・09年駐エクアドル大使）
- 細谷龍平（13年駐マダガスカル大使）
- 山本啓司（12年駐ルーマニア大使・11年査察担当大使・駐カメルーン大使）
- 塚原大貮（12年駐ベナン大使）
- 川上公一（12年外交記録公開担当大使・09年駐レバノン大使）